# 30 Seconds to Mars (Album)
30 Seconds to Mars ist das erste Studio-Album der gleichnamigen amerikanischen Alternative-Rock-Band Thirty Seconds to Mars. Das Album wurde am 13. August 2002 veröffentlicht.

## Rezeption
Nach seiner Veröffentlichung im August 2002 kam 30 Seconds to Mars in die Charts: US Billboard 200 Platz 107, US Top Heatseekers Platz 1, Frankreich Platz 142; Australien Platz 89 (Album-Charts) und Australien 12 (Rock-Charts).
Von Musikkritiker bekam das Album meist positive Bewertungen. Robert Zefic bewertet das Album auf Laut.de mit 3 von 5 Sternen und schreibt, dass das Album eine gute Abwechslung zum üblichen Rock sei, des Weiteren vergleicht er die Band mit Größen wie Pink Floyd, Tool und Brian Eno. Rolling Stone hingegen vergibt nur 2 von 5 Sternen und meint, dass sich das Album insgesamt unfertig anhöre. Plattentests.de vergibt 5 von 10 Punkten. Kritikerin Laura Scheiter schreibt zu dem Album, dass es zwar sehr ambitioniert sei, sich die Songs aber ziemlich gleich anhören und man keine wirkliche Tiefgründigkeit hören könne.
Von den Käufern wurde das Album meistens positiver bewertet. Die Durchschnittsbewertung der Benutzer von Metacritic liegt bei 88 %, die User von Plattentests bewerten das Album mit 8 von 10 Punkten. Lediglich die Benutzer von Laut.de liegen mit 3 von 5 Sternen unter der Bewertung des Kritikers.
Es wurden zwei Singles ausgekoppelt: Capricorn (A Brand New Name) (US Mainstream Rock Tracks Platz 31) und Edge of the Earth.

## Titelliste
Alle Lieder sind von Jared Leto geschrieben worden.
1. Capricorn (A Brand New Name) – 3:53
2. Edge of the Earth – 4:37
3. Fallen – 4:59
4. Oblivion – 3:29
5. Buddha for Mary – 5:45
6. Echelon – 5:50
7. Welcome to the Universe – 2:40
8. The Mission – 4:05
9. End of the Beginning – 4:40
10. 93 Million Miles – 5:20
11. Year Zero (enthält den Hidden Track The Struggle) – 7:53
12. Anarchy in Tokyo – 7:27
13. Capricorn (Flash video) – 3:33
14. Behind the Scenes Footage (Video) – 5:52

Track 12 Japan-Bonus-Titel und 13 + 14 Multimedia.

## Besetzung
- Jared Leto: Gitarre und Gesang außer auf The Struggle; Bass außer auf Echelon und The Struggle; Synthesizer außer auf Welcome to the Universe[14]
- Shannon Leto: Schlagzeug; Gitarre und Gesang auf The Struggle
- Solon Bixler: Gitarre auf Oblivion, Edge of the Earth, End of the Beginning, 93 Million Miles und Year Zero;  Bass auf Echelon; Synthesizer auf 93 Million Miles

Zusätzliche Musiker
- Maynard James Keenan: Hintergrundgesang auf Fallen
- Brian Virtue: Synthesizer auf Echelon
- Exeter: Bass und Gitarre auf Welcome to the Universe
- Bob Ezrin: Klavier auf The Mission
- Dr. Nner Tesy: Synthesizer auf Capricorn
- Jeffrey Jaeger: Bass auf Buddha for Mary und 93 Million Miles; Bass und Gitarre auf End of the Beginning